# Rhizophora mucronata
Rhizophora mucronata Poir., 1804 è una specie di piante costituente della mangrovia; appartiene alla famiglia Rhizophoraceae, è diffusa nelle foreste costiere dell'oceano Indiano e del Pacifico occidentale.